# Karl Holmberg (ämbetsman)
Ernst Karl Gustaf Holmberg, född den 5 mars 1883 i Örebro, död den 11 september 1951 i Karlstad, var en svensk ämbetsman. Han var son till Ernst Johan Holmberg.
Holmberg avlade mogenhetsexamen vid Beskowska skolan 1902 och hovrättsexamen vid Uppsala universitet 1907. Han genomförde tingstjänstgöring 1907–1909 och tjänstgorde i Stockholms rådhusrätt 1909–1910 samt därjämte som amanuens i Ecklesiastikdepartementet. Holmberg blev biträdande och extra länsnotarie i Värmlands län 1910, tillförordnad andre länsnotarie 1911, länsbokhållare 1914 och länsassessor 1917. Han var landskamrerare i samma län 1934–1948. Holmberg blev riddare av Vasaorden 1926 och av Nordstjärneorden 1939. Han tilldelades Pro Patrias stora guldmedalj 1936. Holmberg vilar på Östra Ämterviks kyrkogård.